# Endymion Porter
Endymion Porter (1587 – 1649) è stato un politico britannico. 

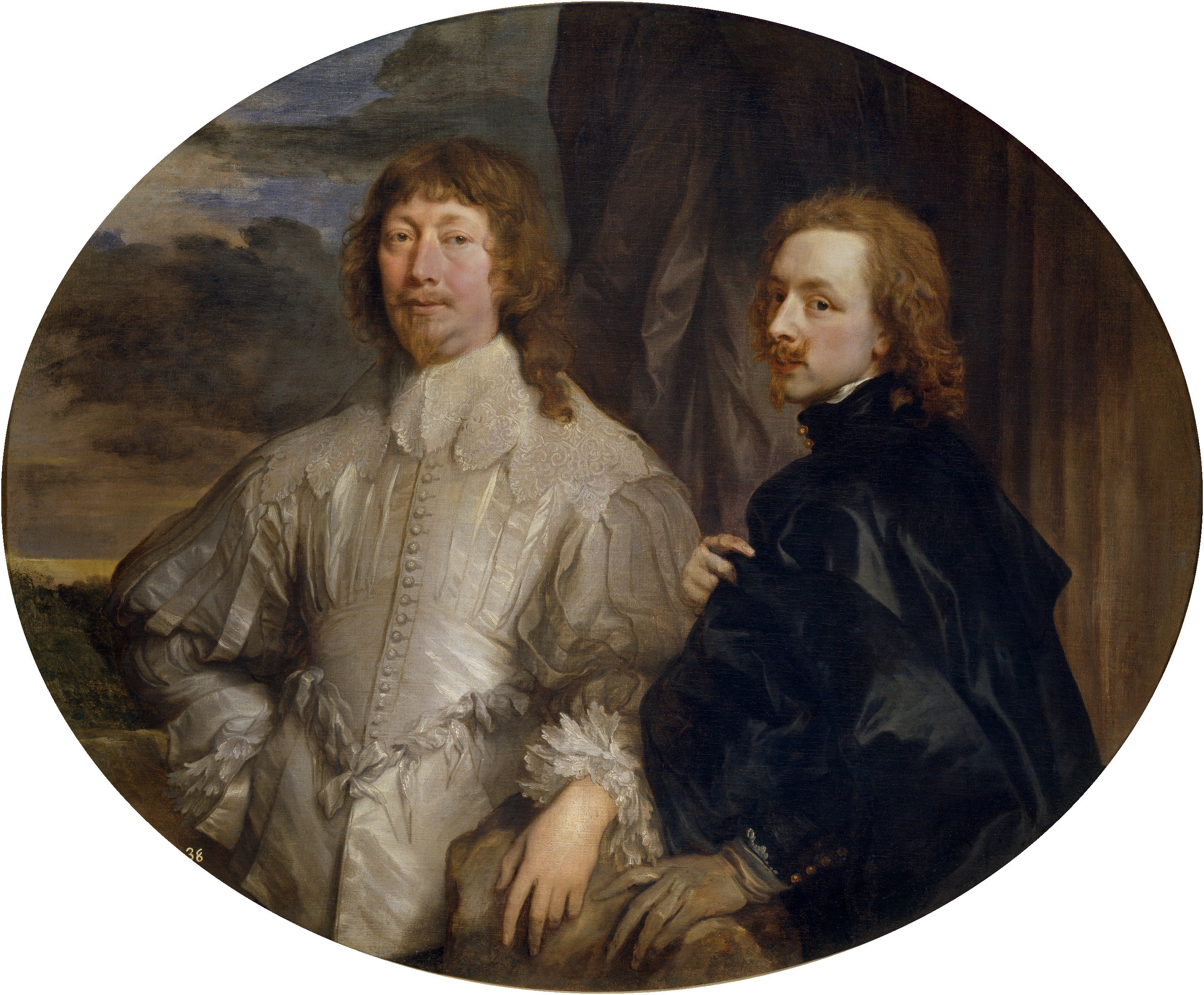
Ritratto di Endymion Porter assieme all'amico Antoon van Dyck, realizzatore del dipinto. Museo del Prado, Madrid

Fu un nobiluomo inglese figlio di Sir William Porter, sergeant-at-arms del re d'Inghilterra Enrico VII.

## Biografia
Venne cresciuto in Spagna, dove la famiglia aveva parenti, sotto l'influenza del Conte Duca di Olivares. Successivamente entrò a servizio di Sir Edward Villiers e di suo fratello George. Attraverso varie raccomandazioni entrò ben presto al servizio di Carlo I, re d'Inghilterra. Nel 1622 venne inviato per ordine del re a discutere riguardo al Palatinato.
Nel 1628 fu inviato come ambasciatore in Spagna per negoziare la pace e nel 1632 nei Paesi Bassi presso il Cardinale-Infante Ferdinando d'Asburgo. Durante la guerra civile rimase sempre un fedele servitore della causa regia. Fu a fianco del re durante le due campagne di Scozia e lo seguì nei difficili mesi che precedettero la sua esecuzione capitale. Nel 1643 il sovrano gli affidò il comando di un reggimento e gli diede la possibilità di sedere al Parlamento riunito ad Oxford.